# Didymopogon sumatranum
Didymopogon sumatranum là một loài thực vật có hoa trong họ Thiến thảo. Loài này được (Ridl.) Bremek. mô tả khoa học đầu tiên năm 1940.